# 龜甲萬
龜甲萬株式會社（日语： Kikkōman kabushiki kaisha）是日本一家食品公司，創立於1917年，總部位於千葉縣野田市，其起源可追遡到1630年的茂木家族中的8個家族企業組成。其主要產品及服務包括醬油、食物調味料及香料、味醂、燒酒及清酒、果汁及其他飲料、藥物與餐廳管理服務。
在中國大陸、港、澳等地方，龜甲萬以「萬字」為品牌名，其「萬字醬油」產品最為馳名。

## 历史
- 1917年 - 野田醬油株式会社、萬上味醂株式会社相繼設立。
- 1925年 - 野田醬油釀造株式会社、万上味醂株式会社、日本醬油株式会社合併。
- 1936年 - 在满洲国奉天市铁西区设立子公司野田酱油股份有限公司（1938年改名为满洲野田酱油株式会社）。
- 1940年 - 商標統一為“龜甲萬”。
- 1941年 - 在北京东郊黄木厂设立了北京工厂，生产酱油、味噌等。[1]:368
- 1949年 - 股票在東京證券交易所上市。
- 1964年10月19日 - 公司名稱變更為“龜甲萬醬油株式会社”。
- 1980年 - 公司名稱變更為“龜甲萬株式会社”。
- 1990年 - 與統一企業合資設立“統萬股份有限公司”（President Kikkoman Inc.），進入台灣醬油市場。
- 1998年 - 在美國威斯康辛州設立“Kikkoman Foods, Inc.”
- 2006年 - 龜甲萬的燒酒事業（『トライアングル』ブランドを含む）賣給三寶樂啤酒，味醂部門改制為“流山龜甲萬株式会社”。
- 2008年 - 成立合资公司“统万珍极食品有限公司（PKZ）”（中国）

## 外部連結
- キッコーマン株式会社　商品情報サイト（页面存档备份，存于） (日本龜甲萬株式會社)（日語）
- Kikkoman Global Website（页面存档备份，存于）（英文）
- 台灣龜甲萬（页面存档备份，存于）（繁體中文）
- 中国®酱油（页面存档备份，存于）（简体中文）
- Kikkoman HK 萬字醬油的Facebook專頁（繁體中文）
- YouTube上的龜甲萬頻道
- 龜甲萬的X（前Twitter）
- 龜甲萬的Facebook專頁
- 龜甲萬的Instagram帳戶